# 尾原宏之
尾原宏之（おはら ひろゆき、1973年- ）は、日本の政治学者、甲南大学教授。専門は日本政治思想史。

## 略歴
山形県出身。早稲田大学政治経済学部政治学科卒業、日本放送協会（番組制作局、福岡放送局）勤務ののち、2011年東京都立大学大学院社会科学研究科政治学専攻博士課程単位取得退学、「明治前期の政治思想と「軍事」 元老院を中心として」で博士（政治学）。首都大学東京都市教養学部法学系助教をへて、2022年甲南大学法学部教授となる。

## 著書
- 『大正大震災 忘却された断層』白水社 2012
- 『軍事と公論 明治元老院の政治思想』慶應義塾大学出版会 2013
- 『娯楽番組を創った男:丸山鐵雄と〈サラリーマン表現者〉の誕生』白水社 2016
- 『「反・東大」の思想史』新潮選書 2024